# 中華民國糧食部
糧食部為中華民國國民政府為了調配中日戰爭期間軍糧問題，而設置的專責政府機構。

## 歷史
1940年7月30日，為了應付日漸浮現戰時軍糧嚴重不足的問題，國民政府特別成立行政院直屬機關「全國糧食管理局」。位階不高的糧管局，由局長盧作孚籌組，轄下有副局長、主任秘書、行政管制處、業務管制處等。1941年5月，在糧管局管理下，軍糧問題仍無法解決，在中國實際統治單位國民政府軍事委員會的建議下，行政院設立位階更高的糧食部，並由徐堪擔任糧食部之軍糧統配。糧食部轄下有總務司、軍糧司、民食司、調查處等，其任務除了追究戰時哄抬米價者，還將四川、湖南、江西列為全國3個甲等糧政局，全力加以控管；另外，糧食部除了對供輸軍糧的農民予以敘獎，也對農民強制徵糧。
二戰後，本為戰時因應的糧食部並未裁撤，其功能轉為平準米價等。1947年4月29日至4月30日，全國物價會議在南京舉行，商討平抑物價辦法；討論決議：5月、6月、7月等3個月，糧食部應盡量在國內各地收購餘糧，供應南京、上海兩地，必要時向國外購糧接濟。:83445月11日，糧食部通電各省，因糧價急漲，自本月起暫停收購軍糧，以維持民食供應。:8353
1949年4月，中華民國政府裁撤糧食部。

## 歷任首長
局長
- 盧作孚

部長
- 徐堪
- 谷正倫
- 俞飛鵬
- 關吉玉